# Villa Vodno
La Villa Vodno (Вила Водно, Vila Vodno, en macédonien)  est la résidence officielle du président de la république de Macédoine du Nord. Située sur le mont Vodno, à Skopje, elle accueille les bureaux et les appartements du chef de l'État. 